# Szedlacsek István (vegyészmérnök)
Szedlacsek István (Szászrégen, 1952. október 1.) erdélyi magyar vegyészmérnök, kémiai szakíró.

## Életútja, munkássága
Középiskoláit Marosvásárhelyen végezte, az Al. Papiu Ilarian Líceumban érettségizett 1971-ben. Vegyészmérnöki diplomát a bukaresti Műszaki Főiskola Szerves Kémia Karán szerzett 1976-ban, majd matematikából a Bukaresti Tudományegyetemen diplomázott 1982-ben.
Pályafutását 1976-ban a bukaresti Sintofarm gyógyszergyárban kezdte vegyészmérnökként; majd biokémikus a Pasteur Intézetben (1979–83); tudományos kutató a Biológiai Tudományos Intézetben (1983–90); ezután a Román Akadémia Biokémiai Intézetének tudományos főmunkatársa, majd az enzimológiai osztály vezetője. A biológiatudományok doktora címet 1992-ben szerezte meg szakterülete, az enzimek tárgykörében. Ugyanabban az évben elnyerte az Alexander Humboldt Alapítvány ösztöndíját, s így több alkalommal folytatott kutatásokat neves németországi laboratóriumokban.

## Tudományos publikációi
1975-től bel- és külföldi szakfolyóiratokban (Revista de Fizică şi Chimie, Revue Roumaine de Biochemie, Studii şi Cercetări de Biochimie, Studii şi Cercetări de Biotehnologie, Biochem Journal, Biochemie Internationale; 1989 után a Biomed. Biochem Acta, Int. J. Biochem, Methods Enzymol, J. Biol. Chem, Eur J. Biochem, J. teor. Biol, Biochem. Biophys. Res. Com.), tudományos kiadványokban (Timedependent or steady-state control of metabolic systems? Dordrecht, 2000) társszerzőként csaknem 40 szakdolgozatát közölték.
Társszerzője a Biologie moleculară c. kislexikonnak (Bukarest, 2005).

## Díjak, elismerések
Az enzimológia területén elért kutatási eredményeiért 2003-ban elnyerte a Román Akadémia Emanoil Teodorescu-díját.